# Emily Watson
 Ikke at forveksle med Emma Watson.
Emily Margaret Watson, OBE (født 14. februar 1967) er en engelsk teater-, tv- og filmskuespiller. Watson brød igennem i rollen som Bess McNeill i Lars von Triers film Breaking the Waves fra 1996, hvor hun blev nomineret til en Oscar i kategorien bedste kvindelige hovedrolle. Hun blev nomineret igen i 1998 for rollen som Jacqueline du Pré i filmen Hillary og Jackie.
Jean-Pierre Jeunet skrev oprindeligt titelrollen i Den fabelagtige Amélie fra Montmartre til hende, men hun takkede nej, dels på grund af vanskelighederne på fransk, dels fordi hun ikke ville være hjemmefra. Rollen gik derefter til Audrey Tautou i stedet.
Watson var i den nye årsliste for 2015 udnævnt officer (OBE) af Order of the British Empire.

## Privatliv
Emily Watson er gift med skuespiller Jack Watson med hvem hun har en datter, født i 2005, og en søn, født i 2009.

## Filmografi
- 1996 – Breaking the Waves
- 1997 – The Boxer
- 1998 – Hilary og Jackie
- 1999 – Angelas aske
- 2000 – The Luzhin Defence
- 2001 – Gosford Park
- 2002 – Cubic
- 2002 – Den røde drage
- 2004 – The Life and Death of Peter Sellers
- 2005 – Corpse Bride
- 2006 – Miss Potter
- 2008 – Synecdoche, New York
- 2011 – War Horse
- 2012 – Anna Karenina
- 2013 – Bogtyven
- 2014 – Teorien om alting
- 2014 – Testament of Youth
- 2015 – A Royal Night Out
- 2015 – Everest
- 2017 – Genius